# (4793) Slessor
(4793) Slessor es un asteroide perteneciente al cinturón de asteroides, descubierto el 1 de septiembre de 1988 por Henri Debehogne desde el Observatorio de La Silla, Chile.

## Designación y nombre
Designado provisionalmente como 1988 RR4. Fue nombrado Slessor en honor a Mary Slessor misionera escocesa en Nigeria. Su trabajo y fuerte personalidad le permitió ser aceptada por la gente del lugar. Trabajó para hacer desaparecer las injusticias contra las mujeres y los niños tratando de mejorar su situación, sobre todo los gemelos no deseados, respecto a los niños.

## Características orbitales
Slessor está situado a una distancia media del Sol de 2,666 ua, pudiendo alejarse hasta 3,088 ua y acercarse hasta 2,243 ua. Su excentricidad es 0,158 y la inclinación orbital 4,365 grados. Emplea 1590 días en completar una órbita alrededor del Sol.

## Características físicas
La magnitud absoluta de Slessor es 13,2. Tiene 13,177 km de diámetro y su albedo se estima en 0,063.